# Alexander Semenowitsch Sjusin
Alexander Semenowitsch Sjusin (russisch Александр Семенович Зюзин, ukrainisch Олександр Семенович Зюзін Oleksandr Semenowytsch Sjusin; * 9. September 1903 in Obitotschne, Gouvernement Jekaterinoslaw, Russisches Kaiserreich; † 18. Oktober 1985 in Dnipropetrowsk, Ukrainische SSR) war ein ukrainisch-sowjetischer Geodät, Hochschullehrer, Autor und Bergsteiger.

## Leben
Alexander Sjusin kam im Dorf Obitotschne (Обіточне), das heute im Rajon Tschernihiwka der ukrainischen Oblast Saporischschja liegt, zur Welt.
In Dnipropetrowsk absolvierte er das dortige Bergbauinstitut. 
Während des Zweiten Weltkriegs arbeitete er in einem Rüstungsunternehmen in Sibirien und zwischen 1946 und 1965 war er Leiter für Ausbildung an der ukrainischen Lehrerschule der Sportgesellschaft Lokomotiw (Adylsu). Der Kandidat der technischen Wissenschaften war von 1948 an bis nahezu an sein Lebensende außerordentlicher Professor der Abteilung für Geodäsie am Dnipropetrowsker Institut für Eisenbahntransportingenieure (ДИИТа). Er publizierte 33 Arbeiten zur Geodäsie, Kartographie und Geografie.
Sjusin war zudem ein professioneller Bergsteiger. Im Kaukasus machte er in mehr als 25 Jahren 110 Aufstiege, davon mehr als 40 Erstbegehungen. Seine erste Erstbesteigung fand 1933 statt.
Mit einer von ihm geleiteten Gruppe von Dnipropetrowsker Bergsteigern bestieg er 1939 erstmals den bis dahin namenlosen Pik Schewtschenko im Großen Kaukasus und benannte den Berg nach dem ukrainischen Nationaldichter Taras Schewtschenko. Sjusin schrieb einige Bücher zu seinen Erfahrungen als Alpinist.
1947 war er die erste Person der Oblast Dnipropetrowsk, die mit dem Titel Verdienter Meister des Sports der UdSSR für seine Leistungen als Bergsteiger ausgezeichnet wurde.
Oftmals bestieg Alexander Sjusin, unabhängig von der Jahreszeit, den Gipfel des Elbrus, oft begleitet von seiner Frau Ljudmila Chodjusch, seinen Söhnen Wadim und Alescha sowie Dutzenden von Bergsteigern, die er ausbildete.
Seit 2003 werden in Dnipro die besten Bergsporttrainer mit dem Sjusin-Preis ausgezeichnet.

## Ehrungen
- 1947 Verdienter Meister des Sports der UdSSR[3][5]
- Medaille „Für heldenmütige Arbeit im Großen Vaterländischen Krieg 1941–1945“[3]
- Jubiläumsmedaille „Zum Gedenken an den 100. Geburtstag von Wladimir Iljitsch Lenin“[3]